# Trypeticus hielkemaorum
Trypeticus hielkemaorum is een kever uit de familie Histeridae (Spiegelkevers). De kever is vernoemd naar Meindert A. Hielkema.